# Consuelo Marquès Melià
Consuelo Marquès Melià (Ferreries, 10 novembre 1950), pionera en la incorporació de les dones a les cavalcades de les festes de Menorca. L'any 1970, va ser la primera dona a participar com a caixera, muntant a cavall a les festes de Sant Bartomeu de Ferreries. La seva inscripció va generar reticències dels ciutadans que consideraven que trencava amb una tradició històrica, però també va rebre el suport de l'ajuntament, la parròquia i vesins que van aconseguir l'autorització de la seva incorporació a la cavalcada per raons d'igualtat.
El 21 d'agost de 2020 l'ajuntament de Ferreries va commemorar els 50 anys de la participació de les dones a les festes de Sant Bartomeu amb un homenatge a Consuelo Marquès. A partir de la participació de Consuelo Marquès a les festes de Sant Bartomeu, nombroses dones van seguir el seu exemple i actualment la presència de caixeres i cavalleres a les cavalcades de les festes patronals de Menorca s'ha normalitzat, llevat de les festes de Sant Joan de Ciutadella.
El Govern de les Illes Balears va lliurar el Premi Ramon Llull 2022 a Consuelo Marquès.